# North Middleton
North Middleton är en ort i Storbritannien.   Den ligger i kommunen Midlothian och riksdelen Skottland, i den centrala delen av landet, 500 km norr om huvudstaden London. North Middleton ligger 202 meter över havet och antalet invånare är 160.
Terrängen runt North Middleton är varierad, och sluttar norrut. Runt North Middleton är det glesbefolkat, med 8 invånare per kvadratkilometer. Närmaste större samhälle är Edinburgh, 18,2 km nordväst om North Middleton. Trakten runt North Middleton består i huvudsak av gräsmarker.